# Monumentul Eroilor Aviatori din Turda
Monumentul Eroilor Aviatori (denumit și Obeliscul cu vultur, sabie si cruce sau Monumentul Aviatorilor) din Turda este amplasat în fața Catedralei Ortodoxe (Piața 1 Decembrie 1918) fiind închinat aviatorilor români din “Flotila 2 Vȃnătoare” Turda căzuți în 1942 în timpul bătăliilor aeriene împotriva armatei sovietice care s-au dat pe Frontul de Est din URSS în cel de al doilea război mondial. 

## Istoric
A fost ridicat în anul 1942, în memoria a 15 aviatori români, căzuți în luptele aeriene purtate, în acea perioadă, împotriva aviației sovietice. 
Soclul conic de piatră a fost realizat în 1942 de sculptorul Eduard Costin (1916 - 2010), pe care a fost așezat vulturul de bronz creat in 1923 de sculptorul Ion Schmidt-Faur pentru monumentul „Ostașul Romȃn“ din Tȃrgu Mureș, adus în 1940 la Turda spre a fi ferit de distrugere după cedarea Ardealului de Nord.
Sculptura vulturului a fost păstrată în siguranță la Turda între 1940-1942. Probabil prezența sculpturii la Turda a inspirat autoritățile turdene în 1942 de a ridica un monument comemorativ dedicat aviatorilor căzuți în luptele aeriene din URSS.
Monumentul poate fi considerat ca o operă comună a sculptorilor Ion Schmidt-Faur și Eduard Costin.
După 1944, când comunismul s-a instalat și la Turda, plăcii originale a monumentului i s-a schimbat semnificația, aplicându-i-se motivația fictivă că ar fi fost ridicat pentru eroii căzuți în Turda, când acest oraș a fost între septembrie-octombrie 1944 ocupat de trupele maghiare și germane. Pe placa de bronz era scris: „Slavă eroilor români căzuți in luptele pentru eliberarea orașului Turda”.

## Descriere
Monumentul are forma unui trunchi de piramidă alungită, de plan pătrat și este realizată din blocuri de piatră cioplită. In partea superioară se află un vultur din bronz, cu aripile intinse, purtând o cruce în cioc, iar în gheare o sabie. Vulturul este prezentat cu aripile ridicate (1,75 m), gata de a-și lua zborul. În timpul dictaturii comuniste crucea a fost luată din ciocul vulturului, apoi repusă la locul ei după căderea comunismului.
A fost recondiționat prin grija clubului Rotary Turda, cu sprijinul Primăriei Turda, în octombrie 2008, dată la care a fost montată o placă comemorativă.

## Galerie de imagini

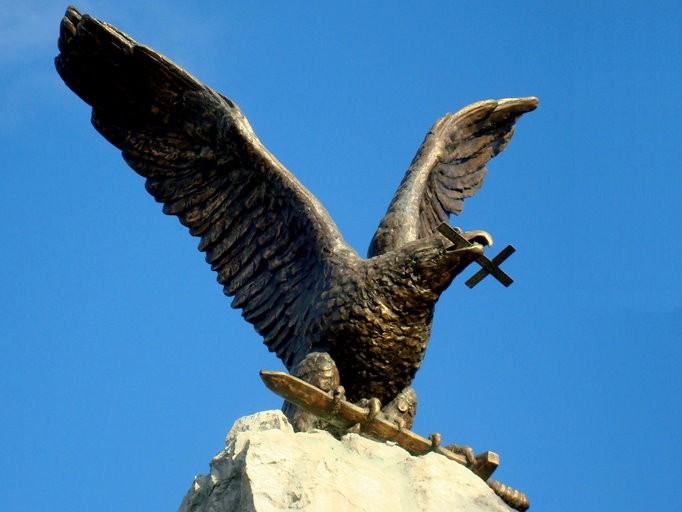
Vulturul cu cruce și sabie
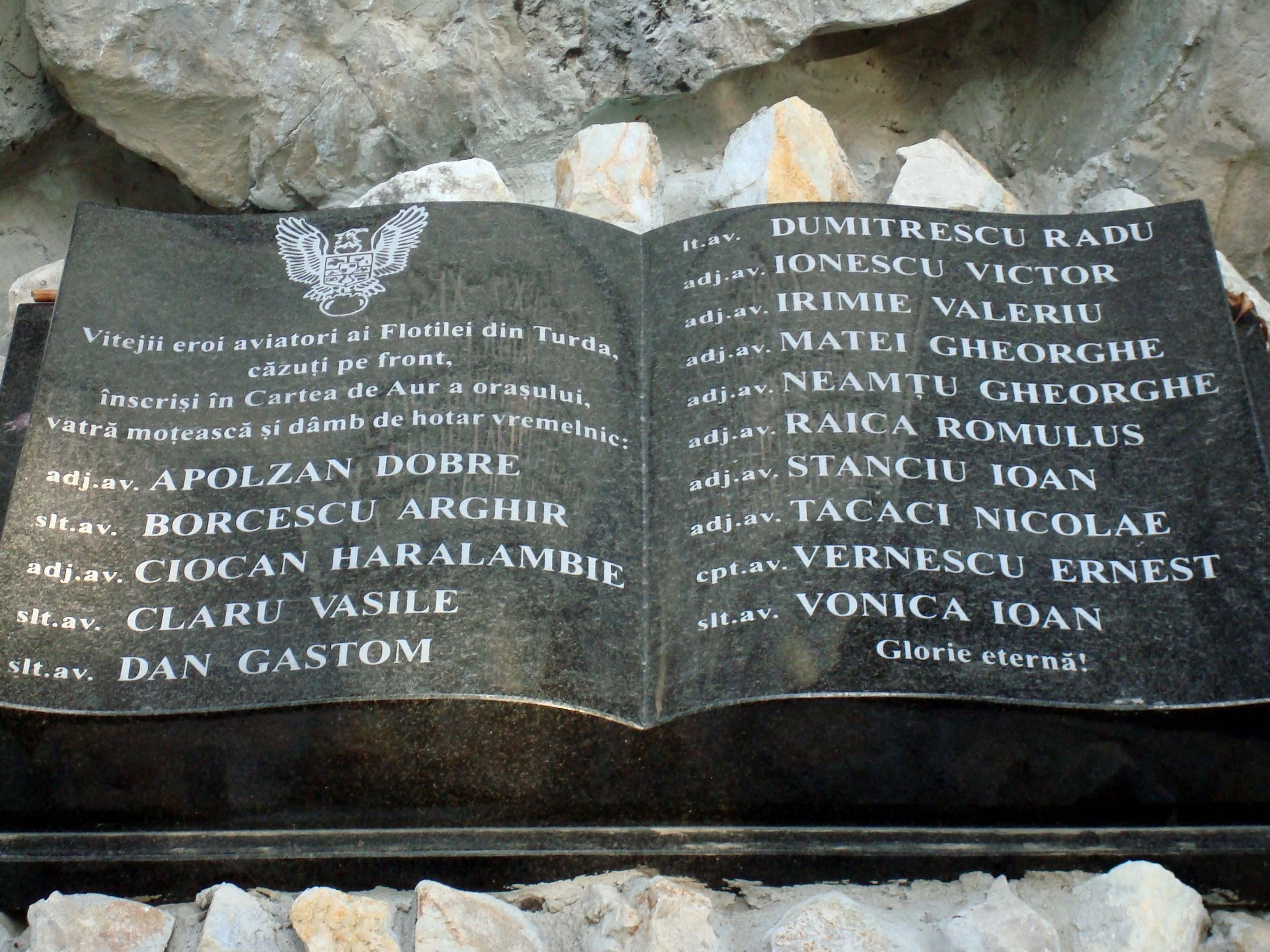
Placa comemorativă cu numele eroilor aviatori